# Iris Bahr
Iris Bahr (New York, 11 ottobre 1977) è un'attrice, comica, regista e sceneggiatrice israeliana di origini statunitensi.
Bahr attualmente è una produttrice esecutiva, e ha diretto e scritto la serie Svetlana, basata sul suo personaggio omonimo, una prostituta russa consulente della polizia. La serie è stata prodotta da Mark Cuban, che è anche il proprietario di HDNet, il network in cui la serie va in onda.
Bahr ha ricevuto nel 2008 il Lucille Lortel Award per la Best Solo Performance nel suo one-woman show Dai Enough, che ha ricevuto anche due nomination per i Drama Desk Award come Best Solo Show e Best Sound Design. Ha inoltre ricevuto una nomination nella categoria Outstanding Solo Performance per gli UK Stage Award. Nel 2007 il suo libro di memorie, Drok Whore è stato pubblicato, ed è stato poi tradotto in tedesco, italiano e portoghese. Bahr è stata anche invitata a portare il suo Dai alle Nazioni Unite, dove si è esibita di fronte a più di 100 ambasciatori e delegati portoghesi.
Dai fu inizialmente pubblicato come libro (Dai (enough)) dalla Northwestern University Press nel novembre del 2009.

## Biografia
Bahr è cresciuta nel Bronx, ma si trasferì in Israele con la madre all'età di 13 anni, dopo il divorzio dei suoi genitori.  Durante i suoi due anni nell'intelligence militare israeliana raggiunse il grado di sergente. Da giovane, ha viaggiato nel Sud-Est Asiatico e in Sud America. Si è laureata col massimo dei voti alla Brown University, dove ha studiato neuropsicologia e scienze religiose. Si autodefinisce un'ebrea israeliana.

## Carriera
Bahr fu la voce narrante dei videogiochi Star Trek: Voyager Elite Force, Star Trek: Elite Force III e Star Trek: Away Team, pubblicati nel 2000, nel 2003 e nel 2001. Di seguito apparì nell'ultimo episodio di Star Trek: Voyager, "Endgame", risalente al 2001. Prestò inoltre la voce al personaggio di Madeline Taylor in Soldier of Fortune II: Double Helix (2002).
Negli anni seguenti, Bahr partecipò a molte serie televisive: Strong Medicine, The Drew Carey Show, Friends e The King of Queens, e fu anche Rachel Heinemann in Curb Your Enthusiasm.
Nel 2006, Bahr ricoprì il suo primo ruolo principale in un grande film, recitando la parte di Amy Butlin in Larry the Cable Guy: Health Inspector, accanto a Larry the Cable Guy. Nel novembre 2006, aprì il suo one-man show Dai ("Enough") al Culture Project di New York.. Nello spettacolo Bahr ricopre vari ruoli di personaggi presenti in un ristorante di Tel Aviv.. Nel 2007, Bahr partecipò al controverso film Poughkeepsie Tapes, dove lei recita la parte di un'anchorwoman intervistata. Nell'agosto 2007, fece il sold-out all'Edinburgh Festival Fringe, che era presentato dalla Paul Lucas Productions, e nel marzo 2009 recitò al Shaw Theatre di Londra.
Il suo libro di memorie riguardo ai suoi viaggi in Asia, intitolato Dork Whore, è stato pubblicato dalla Bloomsbury Publishing nel marzo 2007.
Bahr attualmente tiene una rubrica settimanale su KCRW intitolata "Sociale Studies" , comparendo col nome di uno dei suoi personaggi - Svetlana, la prostituta russa proprietaria della "St. Petersburg House of Discreet Pleausure"." Svetlana è stata anche un'ospite fissa del The Marc Maron Show, ed è stata intervistata dal Studio 360 della WYNC. 
Il personaggio di Svetlana ha ora una sua serie, il cui episodio pilota può essere visto su Funny or Die. Oppure, slegata da tale contenitore, la si può trovare su HD Net.

## Filmografia

### Regista/sceneggiatrice
- The Unchosen Ones (2005, corto)
- Svetlana (2010, serie TV)

### Attrice
- The Poughkeepsie Tapes (2007)
- Fair Game - Caccia alla spia (Fair Game) (2010)
- L'ultimo esorcismo (The Last Exorcism) (2010)
- Svetlana (2010, serie TV)

## Doppiatrici italiane
Nelle versioni in italiano dei suoi lavori, Iris Bahr è stata doppiata da:
- Monica Ward ne L'ultimo esorcismo
- Antonella Baldini in The Brink
- Daniela Abbruzzese in Elementary
- Michela Alborghetti in NCIS - Unità anticrimine